# فهرست کشورها بر پایه مصرف سرانه چای

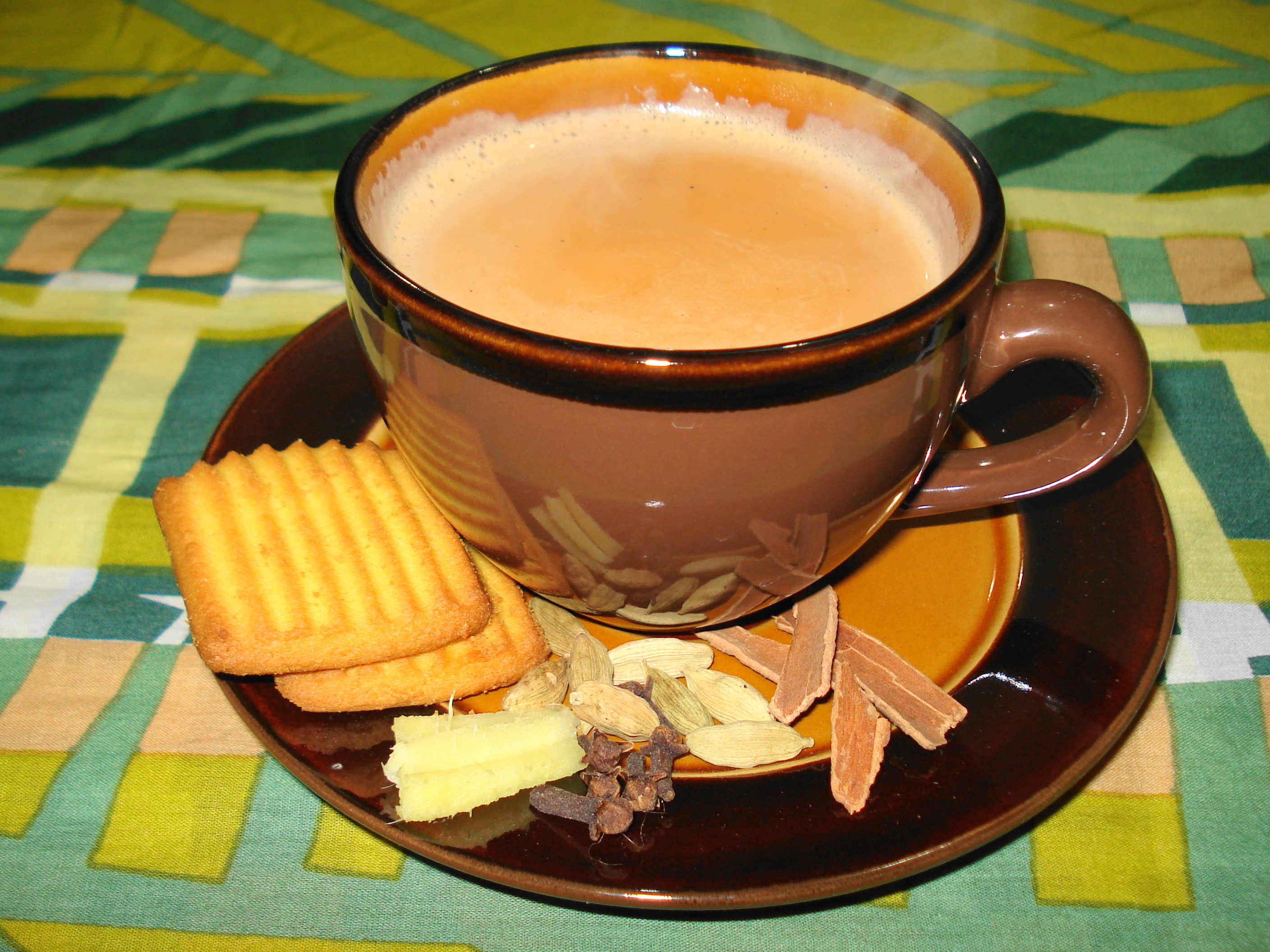
چای ماسالا از شبه قاره هند

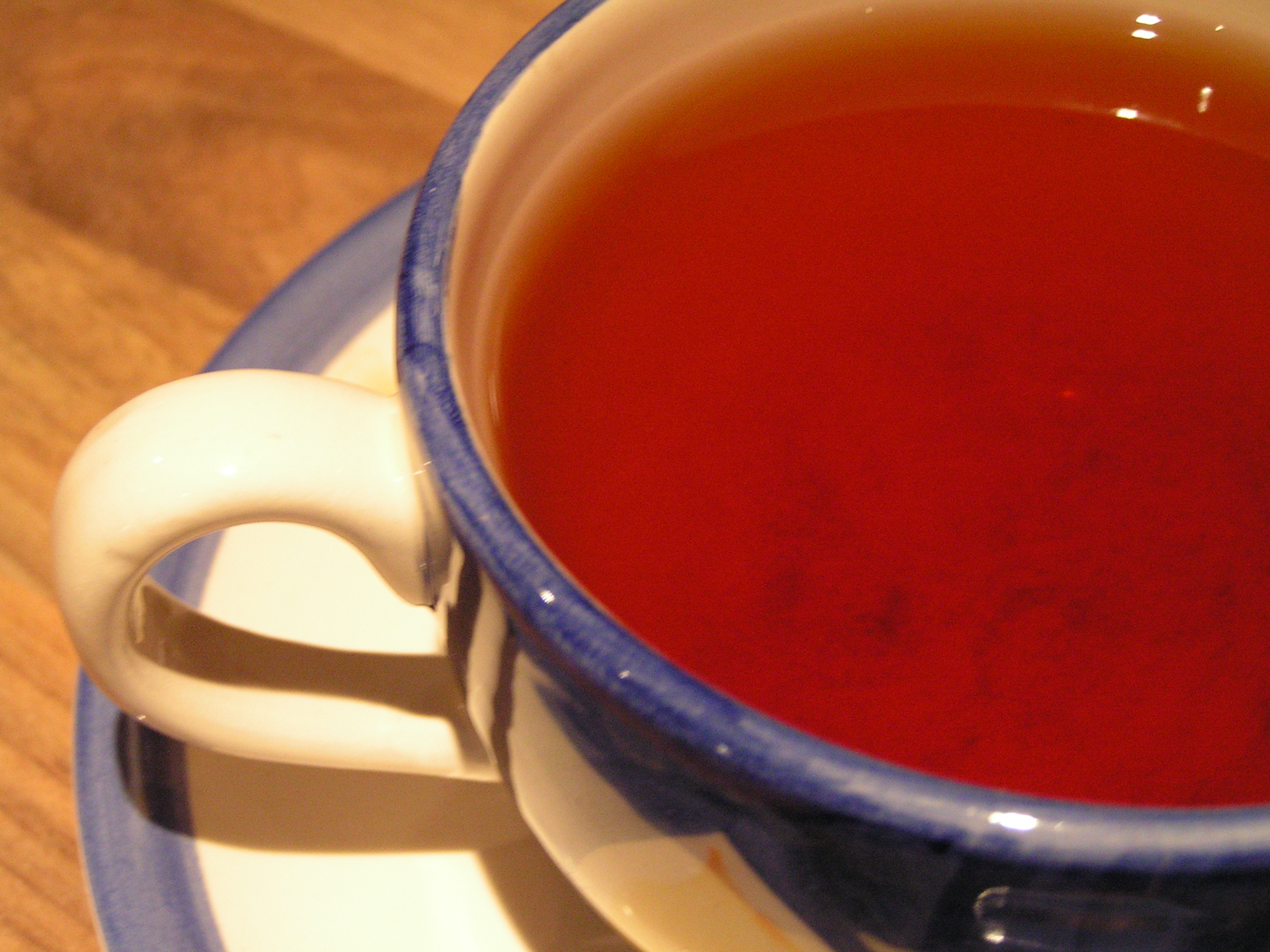
فنجان چای ارل گری

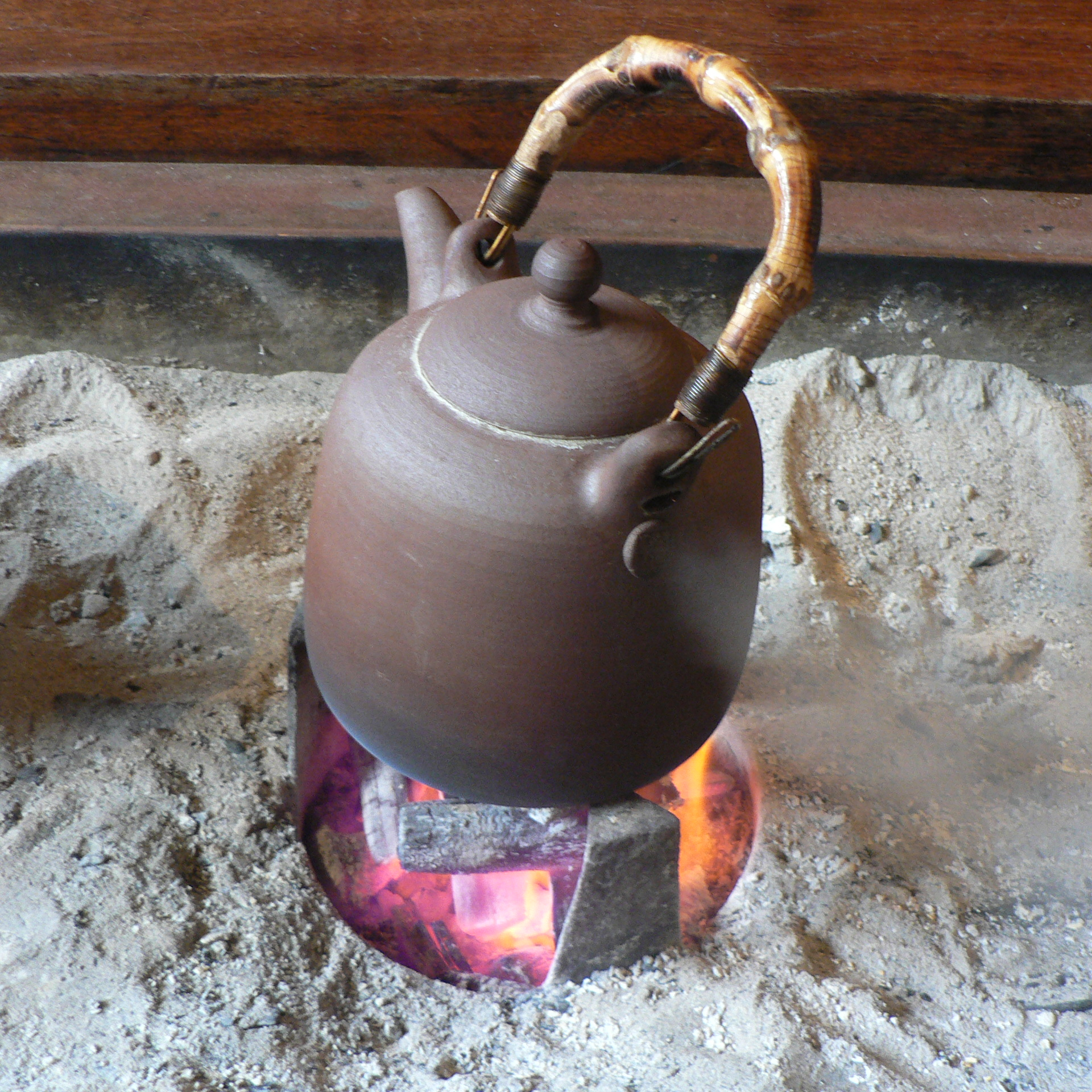
کتری چای بر روی زغال داغ

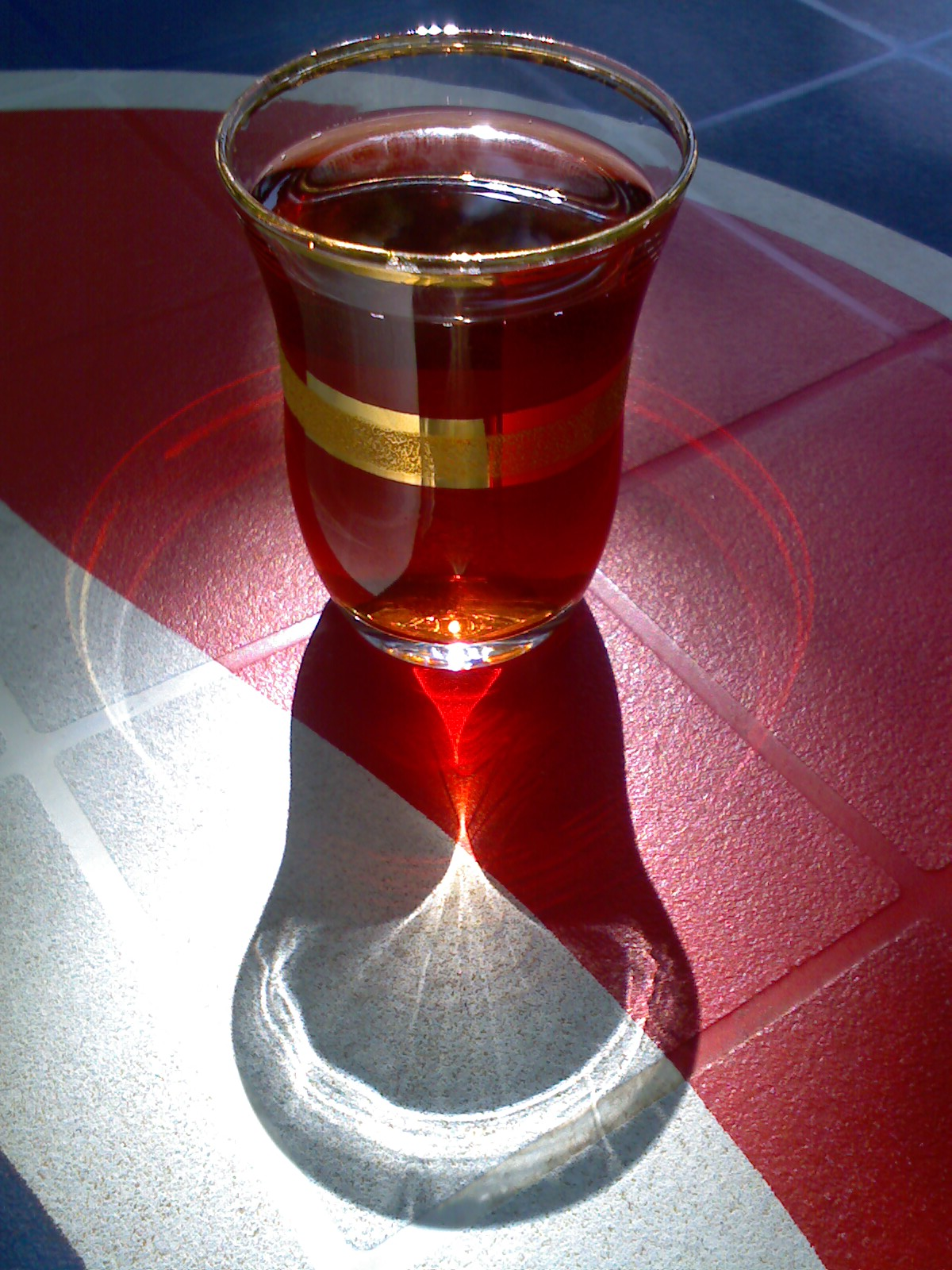
چای سنتی اماراتی

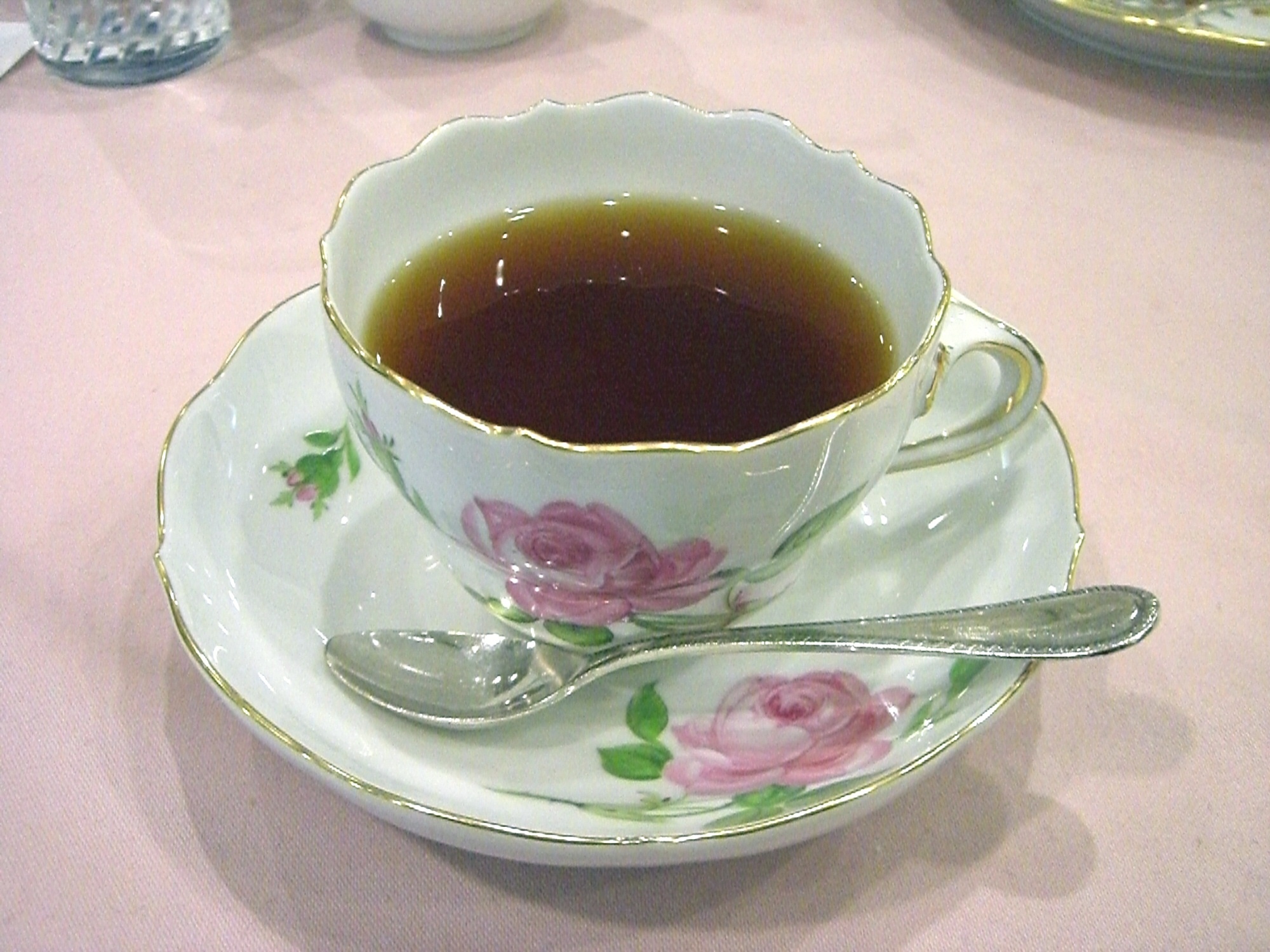
چای سیاه با فنجان طرح گل رز

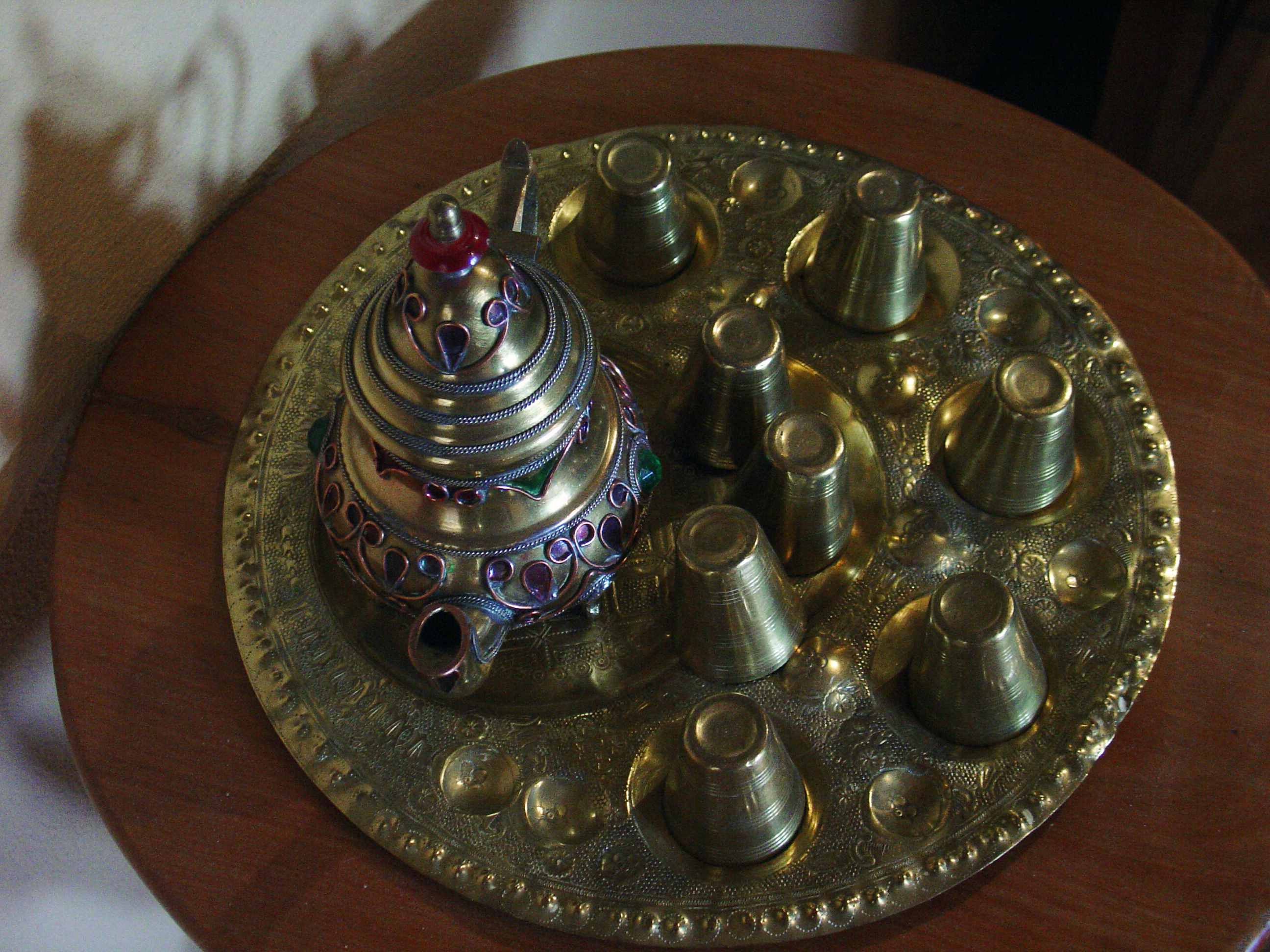
سرویس چای‌خوری مراکش

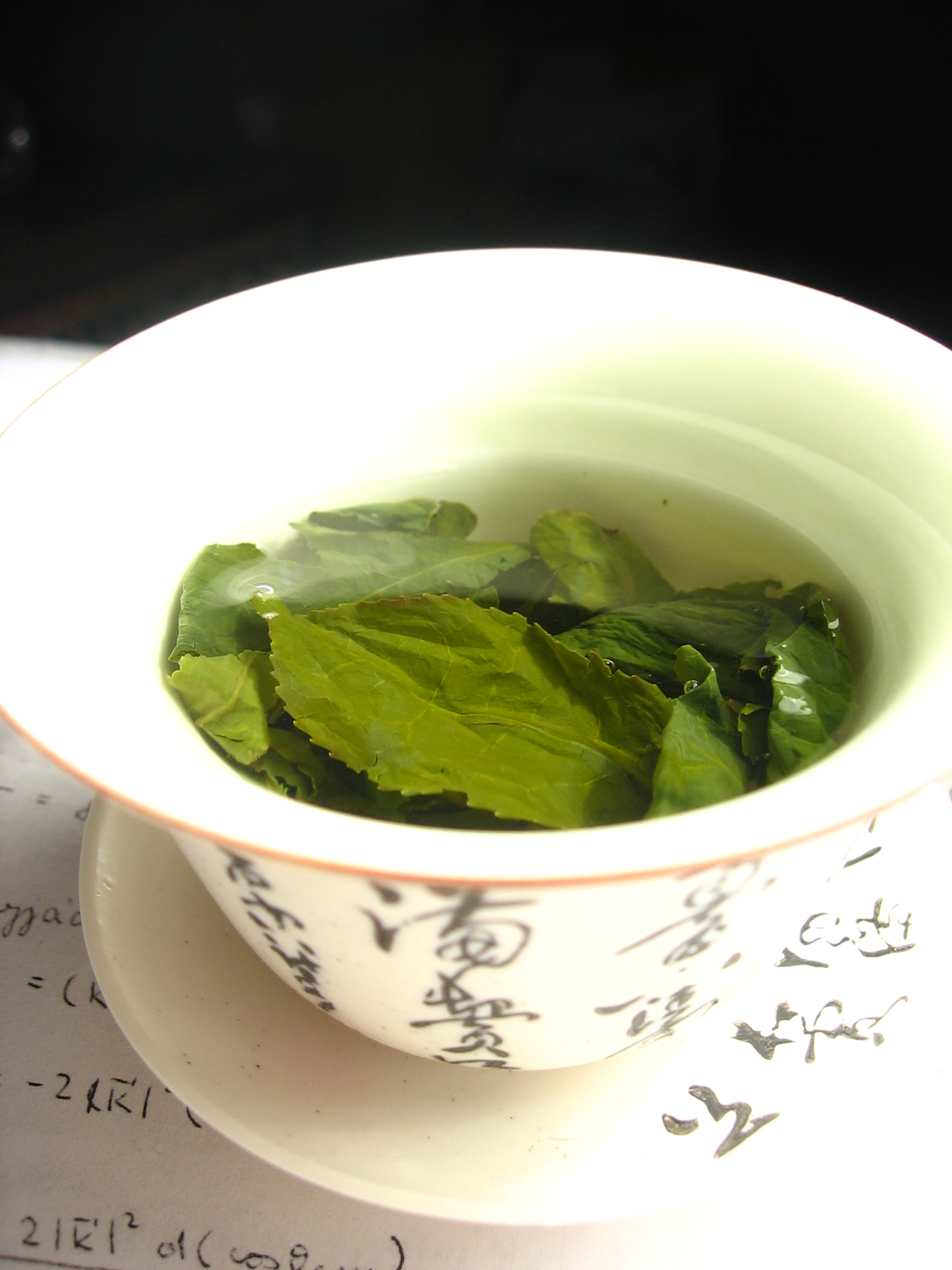
چای سبز

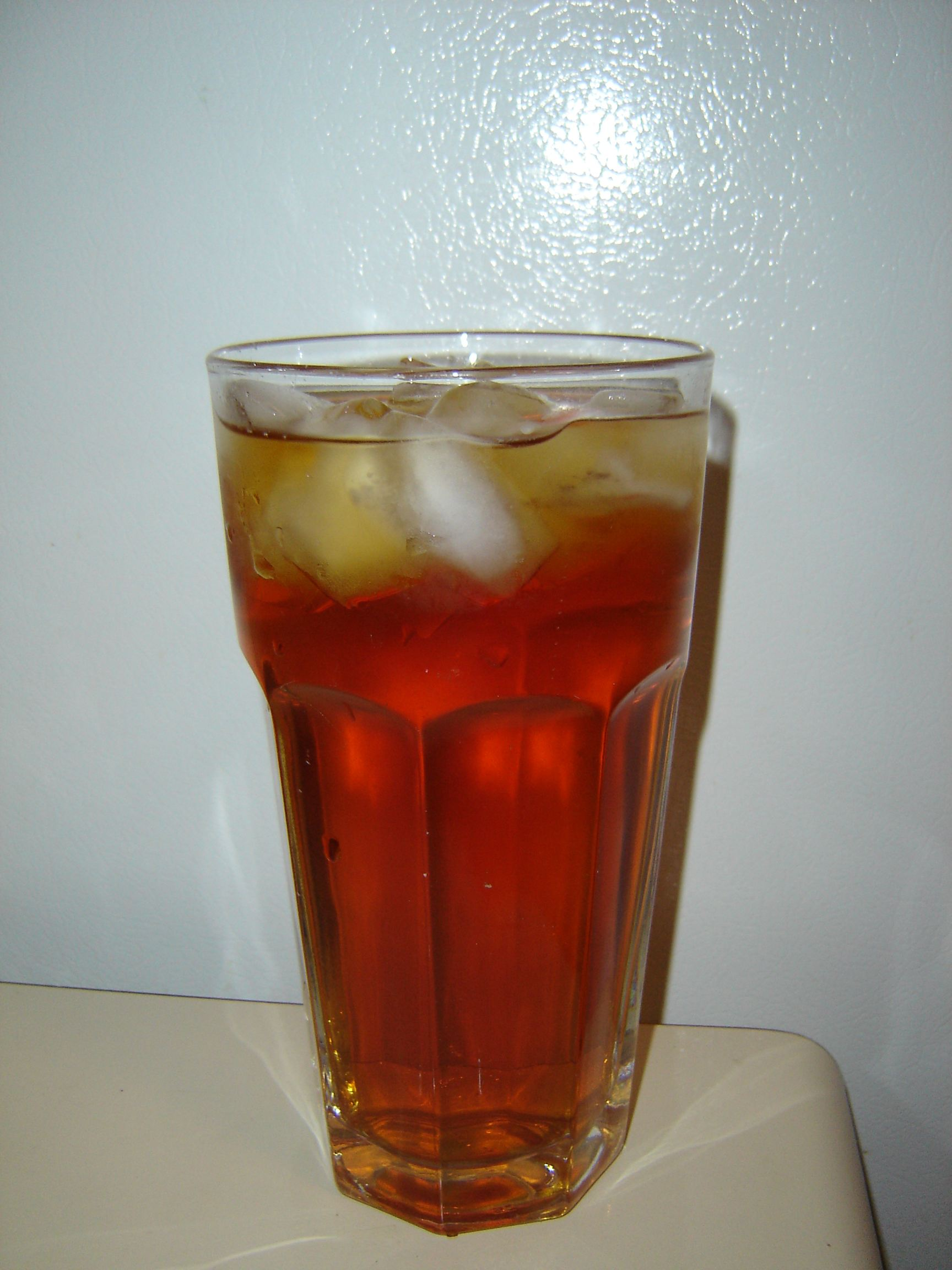
یک شیشه یخ‌چای

این مقاله مصرف سرانه چای کشورها و قلمروها را بر اساس آمار سال ۲۰۱۶ فهرست می‌کند.

## مصرف چای
| رتبه | کشور/منطقه          | مصرف چای                  |
| ---- | ------------------- | ------------------------- |
| ۱    | ترکیه               | ۳٫۱۶ کیلوگرم (۶٫۹۶ پوند)  |
| ۲    | ایرلند              | ۲٫۱۹ کیلوگرم (۴٫۸۳ پوند)  |
| ۳    | بریتانیا            | ۱٫۹۴ کیلوگرم (۴٫۲۸ پوند)  |
| ۴    | ایران               | ۱٫۵۰ کیلوگرم (۳٫۳۰ پوند)  |
| ۵    | پاکستان             | ۱٫۵۰ کیلوگرم (۳٫۳۰ پوند)  |
| ۶    | روسیه               | ۱٫۳۸ کیلوگرم (۳٫۰۵ پوند)  |
| ۷    | مراکش               | ۱٫۲۲ کیلوگرم (۲٫۶۸ پوند)  |
| ۸    | نیوزیلند            | ۱٫۱۹ کیلوگرم (۲٫۶۳ پوند)  |
| ۹    | شیلی                | ۱٫۱۹ کیلوگرم (۲٫۶۲ پوند)  |
| ۱۰   | مصر                 | ۱٫۰۱ کیلوگرم (۲٫۲۳ پوند)  |
| ۱۱   | لهستان              | ۱٫۰۰ کیلوگرم (۲٫۲۰ پوند)  |
| ۱۲   | ژاپن                | ۰٫۹۷ کیلوگرم (۲٫۱۳ پوند)  |
| ۱۳   | عربستان سعودی       | ۰٫۹۰ کیلوگرم (۱٫۹۸ پوند)  |
| ۱۴   | آفریقای جنوبی       | ۰٫۸۱ کیلوگرم (۱٫۷۹ پوند)  |
| ۱۵   | هلند                | ۰٫۷۸ کیلوگرم (۱٫۷۲ پوند)  |
| ۱۶   | استرالیا            | ۰٫۷۵ کیلوگرم (۱٫۶۵ پوند)  |
| ۱۷   | امارات متحدهٔ عربی   | ۰٫۷۲ کیلوگرم (۱٫۵۹ پوند)  |
| ۱۸   | آلمان               | ۰٫۶۹ کیلوگرم (۱٫۵۲ پوند)  |
| ۱۹   | هنگ کنگ             | ۰٫۶۵ کیلوگرم (۱٫۴۳ پوند)  |
| ۲۰   | اوکراین             | ۰٫۵۸ کیلوگرم (۱٫۲۸ پوند)  |
| ۲۱   | چین                 | ۰٫۵۷ کیلوگرم (۱٫۲۵ پوند)  |
| ۲۲   | کانادا              | ۰٫۵۱ کیلوگرم (۱٫۱۲ پوند)  |
| ۲۳   | مالزی               | ۰٫۴۸ کیلوگرم (۱٫۰۶ پوند)  |
| ۲۴   | اندونزی             | ۰٫۴۶ کیلوگرم (۱٫۰۱ پوند)  |
| ۲۵   | سوئیس               | ۰٫۴۴ کیلوگرم (۰٫۹۷ پوند)  |
| ۲۶   | چک                  | ۰٫۴۲ کیلوگرم (۰٫۹۳ پوند)  |
| ۲۷   | سنگاپور             | ۰٫۳۷ کیلوگرم (۰٫۸۱ پوند)  |
| ۲۸   | اسلواکی             | ۰٫۳۶ کیلوگرم (۰٫۸۰ پوند)  |
| ۲۹   | تایوان              | ۰٫۲۹ کیلوگرم (۰٫۶۵ پوند)  |
| ۳۰   | سوئد                | ۰٫۲۹ کیلوگرم (۰٫۶۴ پوند)  |
| ۳۱   | مجارستان            | ۰٫۲۸ کیلوگرم (۰٫۶۲ پوند)  |
| ۳۲   | نروژ                | ۰٫۲۷ کیلوگرم (۰٫۶۰ پوند)  |
| ۳۳   | اتریش               | ۰٫۲۷ کیلوگرم (۰٫۵۹ پوند)  |
| ۳۴   | فنلاند              | ۰٫۲۴ کیلوگرم (۰٫۵۴ پوند)  |
| ۳۵   | ایالات متحده آمریکا | ۰٫۲۳ کیلوگرم (۰٫۵۰ پوند)  |
| ۳۶   | آرژانتین            | ۰٫۲۱ کیلوگرم (۰٫۴۷ پوند)  |
| ۳۷   | اسرائیل             | ۰٫۲۰ کیلوگرم (۰٫۴۵ پوند)  |
| ۳۸   | فرانسه              | ۰٫۲۰ کیلوگرم (۰٫۴۴ پوند)  |
| ۳۹   | ویتنام              | ۰٫۲۰ کیلوگرم (۰٫۴۴ پوند)  |
| ۴۰   | کرهٔ جنوبی           | ۰٫۱۷ کیلوگرم (۰٫۳۷ پوند)  |
| ۴۱   | اسپانیا             | ۰٫۱۵ کیلوگرم (۰٫۳۲ پوند)  |
| ۴۲   | دانمارک             | ۰٫۱۵ کیلوگرم (۰٫۳۲ پوند)  |
| ۴۳   | ایتالیا             | ۰٫۱۴ کیلوگرم (۰٫۳۱ پوند)  |
| ۴۴   | بلژیک               | ۰٫۱۳ کیلوگرم (۰٫۲۸ پوند)  |
| ۴۵   | بلغارستان           | ۰٫۱۱ کیلوگرم (۰٫۲۴ پوند)  |
| ۴۶   | رومانی              | ۰٫۰۷۳ کیلوگرم (۰٫۱۶ پوند) |
| ۴۷   | پرتغال              | ۰٫۰۶۴ کیلوگرم (۰٫۱۴ پوند) |
| ۴۸   | تایلند              | ۰٫۰۵۰ کیلوگرم (۰٫۱۱ پوند) |
| ۴۹   | فیلیپین             | ۰٫۰۲۷ کیلوگرم (۰٫۰۶ پوند) |
| ۵۰   | یونان               | ۰٫۰۲۳ کیلوگرم (۰٫۰۵ پوند) |
| ۵۱   | ونزوئلا             | ۰٫۰۲۳ کیلوگرم (۰٫۰۵ پوند) |
| ۵۲   | پرو                 | ۰٫۰۲۳ کیلوگرم (۰٫۰۵ پوند) |
| ۵۳   | کلمبیا              | ۰٫۰۱۸ کیلوگرم (۰٫۰۴ پوند) |
| ۵۴   | برزیل               | ۰٫۰۱۸ کیلوگرم (۰٫۰۴ پوند) |
| ۵۵   | مکزیک               | ۰٫۰۱۴ کیلوگرم (۰٫۰۳ پوند) |